# 박영배 (1948년)
박영배(朴泳倍, 1948년 12월 15일~)는 대한민국의 정치인으로 제2·3·4·5·6·7·8·9대 전라남도 영암군의원이다. 전라남도 영암군 출생이다. 

## 학력
- 영암초등학교 졸업
- 영암중학교 2학년 제적
- 전남대학교 경영대학원 경영자 과정 수료

## 경력
- 신라오능보존회 박씨 대종친회 영암군 지부장
- 영암재향경우회 자문위원장
- 영암군의회 의장 4회, 부의장 1회
- 영암군체육회 상임부회장
- 민주당 전라남도당 부위원장
- 민주당 전라남도당 지방자치 특별위원장

## 수상
- 2018.02 지방의정봉사상
- 2016.08 대한민국 의정대상
- 2007.11 대통령 표창장
- 2002.06 전국시군구자치구의회 의장회 감사패
- 1997.08 농업협동조합중앙회장 감사패
- 1996.01 전남도지사 표창장 등 2회

## 역대 선거 결과
|  | 42.27% |

|  | 61.69% |

|  | 55.36% |

|  | 34.37% |

|  | 33.29% |

|  | 24.53% |

|  | 19.84% |

|  | 24.23% |